# Память о Петре Чайковском
В данной статье представлены данные об увековечивании памяти русского композитора Петра Ильича Чайковского.

## Музеи П. И. Чайковского
- Алапаевск — Музей П. И. Чайковского. Установлен памятник, автор Василий Ушаков.
- Браилов — Музей П. И. Чайковского и Н. Ф. фон Мекк.
- Воткинск — Музей-усадьба П. И. Чайковского.
- Каменка — Каменский государственный историко-культурный заповедник (Мемориальный музей Пушкина и Чайковского).
- Клин — Государственный дом-музей П. И. Чайковского. Установлен памятник, автор — член-корреспондент Российской академии художеств Александр Рожников.
- Москва — Музей «П. И. Чайковский и Москва» (Кудринская пл., д. 46/54).
- Низы — Музей П. И. Чайковского, в здании усадьбы Н. Д. Кондратьева.
- Таганрог — комната-музей в Доме Чайковского.

## Памятники
В 1954 году в Москве был открыт первый памятник Чайковскому. С 1987 года памятник композитору планируют открыть в Санкт-Петербурге. В 1967 году памятник открыт памятник во Владимире.
| фотография                                           | дата установки или открытия | город местоположение                                                                                       | композиционное решение                      | материал                                                               | скульптор                                                 | архитектор                     |
| ---------------------------------------------------- | --------------------------- | --- | ------------------------------------------- | ---------------------------------------------------------------------- | --------------------------------------------------------- | ------------------------------ |
|                                                      | 1929                        | Клин у железнодорожного вокзала                                                                            | бюст                                        | бронза; грант                                                          | В. И. Мухина                                              |                                |
| Памятник Чайковскому перед Московской консерваторией | 1954                        | Москва перед Московской консерваторией                                                                     | сидящая фигура на постаменте                | бронза; грант                                                          | В. И. Мухина при участии Н. Г. Зеленской, З. Г. Ивановой  | А. А. Заварзин, Д. Б. Савицкий |
|                                                      | 1969                        | Инта В завершении улицы им. Чайковского.                                                                   | Бюст                                        | Белый мрамор                                                           | Л.И. Блях                                                 | А. Д. Вышинский                |
|                                                      | 1965                        | Шахтерск у здания Школы искусств ул. Крупской,7-а                                                          | сидящая фигура на скамье                    | бетон (?)                                                              | Александр Павлович Скобликов, Макар Кондратьевич Вронский |                                |
|                                                      | 1990                        | Воткинск у здания Школы искусств № 1 улица Пугачёва, 21                                                    | фигура в рост на низком постаменте          | бетон (?)                                                              | Х. Б. Геворкян                                            |                                |
| Памятник П. И. Чайковскому в Алапаевске              | 1967                        | Алапаевск у Дома-музя Чайковского ул. Ленина, д. 30                                                        | сидящая фигура на постаменте                | чугун                                                                  | Василий Михайлович Ушаков                                 |                                |
|                                                      | 1967                        | Владимир в сквере ул. Чайковского                                                                          | фигура в рост на постаменте                 | бронза                                                                 | не известен                                               |                                |
| Памятник П. И. Чайковскому в Низах                   | 1967                        | Низы рядом с домом, где композитор гостевал с 1871 по 1879 годы ул. Чайковского                            | бюст                                        | бронза; серый гранит                                                   | М. Г. Лысенко                                             |                                |
|                                                      | 1973                        | Чайковский площадь Искусств на улице Мира, в 1981 г. перенесен на улицу Ленина, 56/1                       | фигура в рост на постаменте                 | чугун (?); 4 м                                                         | А. М. Измалков                                            |                                |
|                                                      | 1975                        | Каменка Парк Декабристов центральная аллея                                                                 | сидящая фигура на постаменте                | чугун (?); серый гранит                                                | М. В. Константинова                                       | В. Г. Гнездилов                |
|                                                      | 1977                        | Йошкар-Ола перед зданием Детской школы искусств № 1 на улице Пушкина, 34                                   | бюст                                        |                                                                        | Б. И. Дюжев                                               |                                |
|                                                      | 1978                        | Гомель у концертного зала улица Ланге, 17                                                                  | сидящая фигура на постаменте                | бронза                                                                 | не известен                                               |                                |
|                                                      | 1984                        | Тростянц Центральный городской парк                                                                        | фигура в рост на постаменте                 | бронза (?); серый гранит                                               | Н. М. Суходолов                                           | А. И. Дейнека                  |
| Памятник П. И. Чайковскому в Симферополе             | 1986                        | Симферополь у здания Музыкального училища имени П. И. Чайковского улица Набережная имени 60-летия СССР, 31 | фигура в рост на крыльце                    | бронза                                                                 | В. С. Гордеев                                             |                                |
| Памятник П. И. Чайковскому в Воткинске               | 1990                        | Воткинск напротив дома, где родился композитор Парк имени Чайковского                                      | сидящая фигура на постаменте                | бронза; красный гранит                                                 | О. К. Комов                                               | Н. Комова                      |
| Памятник П. И. Чайковскому в Санкт-Петербурге        | 14 мая 1990                 | Санкт-Петербург Таврический сад                                                                            | бюст                                        | бронза; розовый гранит высота бюста — 1,2 м, высота постамента — 2,5 м | Б. А. Пленкин                                             | Жан Матвеевич Вержбицкий       |
|                                                      | 1993                        | Александровка                                                                                              | фигура в рост на земле                      | бронза                                                                 | В. А. Фёдоров                                             | Н. О. Хоменко                  |
| Памятник П. И. Чайковскому в Клину                   | 1995                        | Клин Советская площадь                                                                                     | фигура в рост на постаменте                 | бронза; серый гранит                                                   | Х. Б. Геворкян                                            | Х. Б. Геворкян                 |
| Памятник П. И. Чайковскому в Клину                   | 1995                        | Клин у Музея-заповедника П. И. Чайковского улица Чайковского, 48                                           | сидящая фигура на скамье                    | бронза                                                                 | А. А. Рожников                                            |                                |
|                                                      | 27 декабря 2008             | Чайковский пл. Чайковского                                                                                 | сидящая фигура на постаменте в чаше фонтана | бронза, постамент облицован мрамором                                   | А. М. Измалков                                            |                                |
|                                                      | 18 декабря 2013             | Каир в саду Каирского оперного театра                                                                      | бюст                                        | бронза                                                                 | Усама ас-Серуи                                            |                                |
|                                                      | 17 ноября 2021              | Клин у Детской школы искусств имени П. И. Чайковского улица Захватаева, 9А                                 | фигура в рост на постаменте                 | бронза                                                                 | Илья Вячеславович Дюков                                   |                                |
|                                                      | без даты                    | Вербовка                                                                                                   | бюст                                        | бронза                                                                 | не известен                                               |                                |
|                                                      | без даты                    | Гомель у детской музыкальной школы № 1 имени П. И. Чайковского улица Жарковского, 28                       | фигура в рост постаменте в нише здания      | гипс (?)                                                               | не известен)                                              |                                |

- Памятник П. И. Чайковскому в Воткинске
- Памятник П. И. Чайковскому
у здания консерватории в Москве
автор — В. Мухина
- Памятник П. И. Чайковскому в Симферополе
- Бюст П. И. Чайковского в Провиденсии, автор — Хоакин Мирауда
- Бюст П. И. Чайковского в Низах
- Памятная стела во Фроловском, близ Клина
- Памятник П. И. Чайковскому в Каменке
- Памятник П. И. Чайковскому в Клину, автор — А. Рожников
- Скамейка П. И. Чайковского в Хаапсалу

## Мемориальные доски
- Дом, где умер П. И. Чайковский
Петербург, М. Морская ул., 13/8
- Москва, Кудринская пл., 46/54
- Таганрог
- Таганрог
- Одесса
- Флоренция
- Венеция
- Тростянец

## Фильмы о жизни и творчестве
- «Средь шумного бала» (1939, Германия). В роли — Ханс Штюве.
- «Третья молодость» (1965), в роли композитора — Олег Стриженов
- «Чайковский» (1969), режиссёр: Игорь Таланкин; биографический фильм. В главной роли — Иннокентий Смоктуновский
- «Любители музыки» (1971), режиссёр: Кен Расселл — вольный пересказ биографии композитора; в роли композитора — Ричард Чемберлен
- «Апокриф: музыка для Петра и Павла» (2004), режиссёр: Адель Аль-Хадад, в роли композитора — Андрей Савостьянов
- «Фонограф» — короткометражный фильм Кирилла Серебренникова (2016) о сеансе звукозаписи, состоявшемся в январе 1890 года, в котором приняли участие Чайковский и его знакомые музыканты. В роли Чайковского Евгений Миронов.
- Фильм «Чайковский. Гений места» / «Tchaikovsky. Genius of the place» (18 декабря 2020)
- Фильм «Чайковский. Русский гений» (2019—2020)

## Экранизация произведений
- Евгений Онегин (1958)
- Пиковая дама (1960)
- Спящая красавица (1964)
- Лебединое озеро (1968)
- Щелкунчик (мультфильм, 1973)
- Щелкунчик и мышиный король (мультфильм, 1999)
- Щелкунчик (мультфильм, 2004)
- Щелкунчик и Крысиный Король (фильм, 2010)

## Названы в честь Чайковского
- Город Чайковский в Пермском крае (два памятника композитору в городе).
- Кратер Чайковский на планете Меркурий.
- Международный конкурс имени П. И. Чайковского — международный музыкальный конкурс, проводимый с 1958 года с периодичностью раз в 4 года.
- Большой симфонический оркестр имени П. И. Чайковского. Носит имя выдающегося композитора с 1993 года[24].
- Концертный зал имени П. И. Чайковского Московской филармонии.
- Пермский академический театр оперы и балета имени П. И. Чайковского.
- Четырёхпалубный круизный речной теплоход «Петр Чайковский»[25].
- Лайнер Airbus A350 (A350-900) авиакомпании «Аэрофлот» носит имя «П. Чайковский»[26].
- Улица в Костроме
- В 1961 году английскими учёными-исследователями в Антарктиде именем П. И. Чайковского названа гора (Земля Александра I, 71°14' ю. ш., 73°31' з. д)[27][28].
- Алматы — Музыкальный колледж им. П. И. Чайковского (установлен памятник перед зданием).
- Воткинск — Воткинский музыкально-педагогический колледж им. П. И. Чайковского (с 2008 года).
- Екатеринбург — Свердловское музыкальное училище им. П. И. Чайковского (колледж).
- Ереван — Средняя специальная музыкальная школа им. П. И. Чайковского.
- Йошкар-Ола — Детская школа искусств им. П. И. Чайковского (ул. Пушкина, 34).
- Киев — Национальная музыкальная академия Украины им. П. И. Чайковского (Киевская консерватория).
- Москва — Московская государственная консерватория им. П. И. Чайковского (установлен памятник перед её зданием).
- Новочеркасск — в 1938 году Детской музыкальной школе присвоено имя П. И. Чайковского[29].
- Оренбург — Детская музыкальная школа № 1 им. П. И. Чайковского (пер. Каширина, 31)[30].
- Санкт-Петербург — ДШИ им. П. И. Чайковского (Колпино, наб. Комсомольского канала, д. 10/1).
- Северск — ДМШ им. П. И. Чайковского.
- Таганрог — Детская музыкальная школа имени П. И. Чайковского.
- Ужгород — Ужгородская ДМШ № 1 им. П. И. Чайковского.
- Улан-Удэ — Колледж искусств им. П. И. Чайковского.
- Челябинск — Южно-Уральский государственный институт искусств им. П. И. Чайковского, памятник перед его зданием.

## В нумизматике и бонистике
| Год  | Эмитент                                 | Номинал                | Тип                                    | Тираж                                                      | Примечания |
| ---- | --------------------------------------- | ---------------------- | -------------------------------------- | ---------------------------------------------------------- | --- |
| 1990 | СССР                                    | 1 рубль                | памятная монета, медно-никелевый сплав | 3 400 000                                                  | ссылка Архивная копия от 15 августа 2016 на Wayback Machine. 150 лет со дня рождения                                                        |
| 1993 | Уральская республика                    | 1000 уральских франков | банкнота                               |                                                            | ссылка Архивная копия от 12 марта 2014 на Wayback Machine. Не выпущена в обращение                                                          |
| 1997 | Металлургический завод им. А. К. Серова | 1000 уральских франков | банкнота                               | Талон для оплаты в заводских магазинах, столовых и буфетах | |
| 1993 | Россия                                  | 100 рублей             | памятная монета, золото 900            | 5700                                                       | ссылка |
| 2008 | Россия                                  | 3 рубля                | памятная монета, серебро 925           | 10 000                                                     | ссылка Архивная копия от 19 сентября 2016 на Wayback Machine. К 450-летию добровольного вхождения Удмуртии в состав Российского государства |
| 2013 | Украина                                 | 2 гривны               | памятная монета, нейзильбер            | 20 000                                                     | ссылка Архивная копия от 8 ноября 2016 на Wayback Machine. 100 лет Национальной музыкальной академии Украины им. П. И. Чайковского          |
| 2013 | Украина                                 | 5 гривен               | памятная монета, серебро 925           | 3000                                                       | ссылка Архивная копия от 18 сентября 2016 на Wayback Machine. 100 лет Национальной музыкальной академии Украины им. П. И. Чайковского       |
| 2015 | Россия                                  | 2 рубля                | памятная монета, серебро 925           | 3000                                                       | ссылка. 175 лет со дня рождения |

- Юбилейная медно-никелевая монета, Госбанк СССР, 1990 год
- Золотая монета Банка России 1993 года
- Серебряная монета Банка России 2015 года
- Серебряная монета Банка России 2008 года
- П.И.Чайковский на банкноте 1000 Уральских франков 1991 года

## В филателии
Впервые портреты П. И. Чайковского были изображены в 1940 году на трёх из серии пяти почтовых марок СССР, посвящённой 100-летию композитора. В СССР, России и других странах неоднократно выпускались почтовые марки с изображением композитора и сцен из балетов, поставленных на музыку П. И. Чайковского. Его портрет был в 1951 году среди портретов пяти великих русских композиторов на марке, отпечатанной к 175-летию Большого театра, и на марках посвящённых проведению международных музыкальных конкурсов имени П. И. Чайковского (1958, 1962, 1966, 1974). Последняя советская почтовая марка с его портретом была выпущена к 150-летнему юбилею в 1990 году.
28 мая 2015 года почта России к 175-летию П. И. Чайковского выпустила в обращение почтовый блок, на марке которого изображён портрет композитора на фоне Московской государственной консерватории.
- Почтовая марка СССР, 1940 год
- Почтовая марка СССР, 1940 год
- Почтовая марка СССР, 1940 год.  Дом-музей П. И. Чайковского в Клину
- Почтовая марка 1951 год
- Почтовая марка СССР, 1958 год
- Почтовая марка СССР, 1958 год
- Почтовая марка СССР 1958 года, посвящённая I Международному конкурсу имени П. И. Чайковского. На марке изображено выступление пианистки и скрипача, портрет П.И. Чайковского
- Почтовая марка СССР, 1959 год
Памятник Чайковскому в Москве
- Почтовая марка СССР 1962 года, посвящённая II Международному конкурсу имени П. И. Чайковского. Портрет П. И. Чайковского (по скульптуре З. Виленского, 1947).
- Почтовая марка СССР 1966 года, посвящённая III Международному конкурсу имени П. И. Чайковского.
- Почтовая марка СССР 1974 года, посвящённая V Международному конкурсу имени П. И. Чайковского. На марке изображён портрет П. И. Чайковского, лира, ноты баркаролы «Июнь» из цикла «Времена года» (ЦФА [АО «Марка»] № 4356).
- Почтовая марка СССР, 1990 год
- Почтовый блок Россия, 2015 год

## В топонимике
Именем Чайковского названы улицы во многих городах России и стран бывшего СССР, в том числе в Нижнем Новгороде, Бийске, Сочи, Улан-Удэ, Семипалатинске. В Москве находится площадь Чайковского. В Санкт-Петербурге его имя получила бывшая Сергиевская улица, где находилось Императорское училище правоведения, в котором юный Чайковский учился в 1852―1859 годах.
Именем Чайковского назван город в Пермском крае